# Pentastiridius paula
Pentastiridius paula är en insektsart som beskrevs av Logvinenko 1978. Pentastiridius paula ingår i släktet Pentastiridius och familjen kilstritar.
Artens utbredningsområde är Azerbajdzjan. Inga underarter finns listade i Catalogue of Life.